# Tarran Mackenzie
Tarran „Taz“ Mackenzie (* 25. oder 29. Oktober 1995 in Stirling) ist ein britischer Motorradrennfahrer. Er ist der Sohn Niall Mackenzies sowie der jüngere Bruder Taylor Mackenzies.
Mackenzie gewann 2021 für McAMS Yamaha die British Superbike Championship. Die Titelverteidigung 2022 scheiterte verletzungsbedingt gegen Bradley Ray. Dennoch gab er im selben Jahr sein Debüt in der Superbike-Weltmeisterschaft. In Donington Park fuhr der Schotte mit einer Wildcard einen 14. und einen 15. Platz ein.
Für 2023 wollte Mackenzie schließlich Vollzeit in die Weltmeisterschaft aufsteigen, allerdings misslang ein Wechsel in die Superbike-WM, da Yamaha über keine freien Plätze verfügen. Stattdessen entschied man sich nach Hondas Rückkehr durch das Team Moriwaki für den Wechsel in die Supersport-Weltmeisterschaft. Die Saison 2023 begann für Mackenzie aufgrund regnerischer Bedingungen mit einem fünften Platz auf dem Phillip Island Circuit. Am Sonntagsrennen hingegen musste er sich mit dem 16. Platz begnügen. Nach zwei 14. Plätzen gelangen Mackenzie ab dem ersten Europa-Wochenende lange keine Punkte mehr. Das änderte sich für ihn erst beim zweiten Lauf auf dem Autodrom Most. Nachdem aufgrund eines Regenschauers etliche Fahrer die Box angesteuert hatten, blieb Mackenzie draußen und wurde vorerst auf Platz sechs vorgespült. Aufgrund seiner Fähigkeit, die Slicks auch auf nassem Asphalt zu kontrollieren, konnte der Schotte schnell auf die Spitze aufholen und die Führung übernehmen, die er bis Rennende nicht mehr abgab. Da der Regen schnell wieder aufgehört hatte und die Fahrer, die auf Regenreifen gewechselt hatten, somit chancenlos waren, gewann Mackenzie seinen ersten Weltmeisterschaftslauf mit zwei Sekunden Vorsprung auf den Deutschen Marcel Schrötter.

## Statistik

### Erfolge
- 2021: Britischer Superbike-Meister

### In der Motorrad-Weltmeisterschaft
| Saison | Klasse | Team          | Motorrad | Rennen | Siege | Zweiter | Dritter | Poles | Schn. Rennrunden | Punkte | Ergebnis |
| ------ | ------ | ------------- | -------- | ------ | ----- | ------- | ------- | ----- | ---------------- | ------ | -------- |
| 2017   | Moto2  | Kiefer Racing | Suter    | 13     | –     | –       | –       | –     | –                | 1      | 37.      |
| Gesamt | Gesamt | Gesamt        | Gesamt   | 13     | 0     | 0       | 0       | 0     | 0                | 1      |          |

### In der Superbike-Weltmeisterschaft
(Stand: Saisonende 2024)
| Saison | Team                                | Motorrad          | Rennen | Siege | Zweiter | Dritter | Poles | Schn. Rennrunden | Punkte | Ergebnis |
| ------ | ----------------------------------- | ----------------- | ------ | ----- | ------- | ------- | ----- | ---------------- | ------ | -------- |
| 2022   | McAMS Yamaha                        | Yamaha R1         | 3      | –     | –       | –       | –     | –                | 3      | 28.      |
| 2024   | Petronas MIE – MS Racing Honda Team | Honda CBR1000RR-R | 28     | –     | –       | –       | –     | –                | 7      | 23.      |
| Gesamt | Gesamt                              | Gesamt            | 31     | 0     | 0       | 0       | 0     | 0                | 10     |          |

### In der Supersport-Weltmeisterschaft
| Saison | Team                                | Motorrad       | Rennen | Siege | Zweiter | Dritter | Poles | Schn. Rennrunden | Punkte | Ergebnis |
| ------ | ----------------------------------- | -------------- | ------ | ----- | ------- | ------- | ----- | ---------------- | ------ | -------- |
| 2023   | Petronas MIE – MS Racing Honda Team | Honda CBR600RR | 24     | 1     | –       | –       | –     | –                | 42     | 18.      |
| Gesamt | Gesamt                              | Gesamt         | 24     | 1     | 0       | 0       | 0     | 0                | 42     |          |